# L'ordre règne à Santiago
L'ordre règne à Santiago est le trente-neuvième roman de la série SAS, écrit par Gérard de Villiers et publié en 1975 dans la collection Plon. Comme tous les SAS parus au cours des années 1970, le roman a été édité lors de sa publication en France à 100 000 exemplaires.[réf. souhaitée]

## Contexte historique et liens avec l'actualité
Le roman dépeint l'oppression policière du régime dictatorial d'Augusto Pinochet.
Le numéro 3758 de la Revue des Deux Mondes, paru en juillet-août 2014, a pour principal sujet d'étude et de réflexions la série SAS ; elle porte le titre : « G. de Villiers : enquête sur un phénomène français ». Un entretien entre la revue et l'ancien ministre Hubert Védrine, intitulé Lire SAS et chercher à « comprendre sans juger », indique en page 59 de la revue, selon Védrine : 
« Au début, il [Gérard de Villiers] était indulgent pour les régimes anticommunistes quels qu'ils soient, puis il a commencé à décrire sous un jour atroce la répression de régimes comme celui de Pinochet au Chili. »

## Résumé

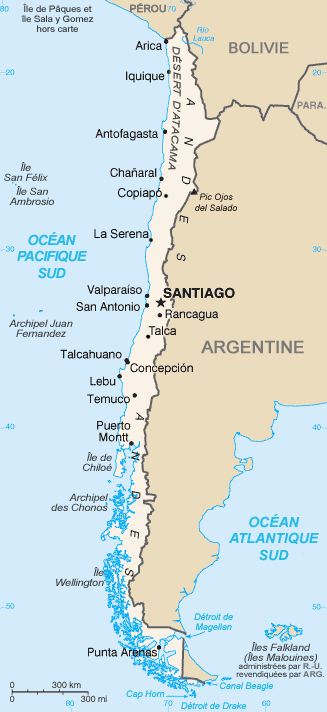
Carte du Chili avec les villes principales

Santiago (Chili), 1975. Pinochet a fait son coup d'État contre Allende deux avant auparavant, et les sinistres services secrets du régime — la « DINA » — sont d'une violence inouïe, enlevant et torturant sans vergogne.
Carlos Geranios est l'un des chefs du « MIR », groupe armé chilien d'extrême-gauche. Le roman débute sur le fait que l'homme, réfugié à l'ambassade d'Italie, voit que la DINA dépose devant l'ambassade un paquet contenant les restes de sa petite amie, qui a été torturée à mort. Il s'enfuit de l'ambassade. Or Geranios a aidé secrètement la CIA. Le chef de poste de l'Agence au Chili, John Villavera, demande à Langley l'envoi d'un agent spécial pour exfiltrer Geranios, sans que la DINA le sache. Malko Linge est envoyé au Chili à cette fin. Malko fait trois rencontres à son arrivée : son chef Villavera, une jeune chilienne très jolie, Oliveira, et l'adjoint du directeur-général de la DINA, le colonel O'Higgins.
Malko prend attache avec Chalo Goulart, susceptible de lui faire rencontrer quelqu'un sachant où se cache Carlos Geranios. Hélas, le lendemain de la rencontre, Goulart est retrouvé mort, « suicidé au gaz ». Malko essaie alors de rencontrer la compagne de Goulart, dénommée Tania Popescu. Celle-ci lui donne une adresse et un numéro de téléphone. Quand Malko se présente au rendez-vous, il est fait prisonnier par Carlos et son équipe, qui le prennent pour un espion de la DINA. Il est tabassé un certain temps, et on lui annonce son exécution imminente... Surgit alors un escadron de la DINA, qui attaque la planque (Tania ayant été arrêtée juste après avoir quitté Malko et donné l'adresse du rendez-vous). Carlos et ses principaux lieutenants s'échappent, mais Malko est fait prisonnier par les hommes de la DINA. Ces derniers, qui prennent Malko pour un terroriste d'extrême-gauche, le torturent à leur tour ! Reconnu par le petit ami de la jeune Oliveira, Malko s'en tire de justesse. Il revoit Villavera et O'Higgins, ce dernier lui enjoignant de quitter le Chli, d'autant plus que Tania s'est échappée de sa geôle de la DINA.
Malko décide de continuer l'enquête, qui le mène près de Valparaíso, dans une mine désaffectée. Il parvient à revoir Carlos Geranios, qui pense toujours que la CIA veut le livrer à la DINA. Une seule solution pour le savoir : retrouver Tania Popescu, et la faire parler. Est-elle encore détenue par la DINA (ce que pense Carlos), ou s'est-elle échappée (version DINA) ? Malko reçoit un renseignement indiquant que Tania serait incarcérée dans le Barrio Alto, dans une clinique de la DINA servant aux tortures. Il se rend à cette « clinique » et découvre qu'en effet Tania est toujours détenue/torturée par la DINA. Malko est de nouveau fait prisonnier, et torturé par le petit ami d'Oliveira (qui l'avait sauvé précédemment), qui sait qu'Oliveira a eu des relations intimes avec l'agent secret. Mais Malko est de nouveau sauvé in extremis par un ami diplomate, qui avertit John Villavera et le colonel O'Higgins. Ce dernier, de nouveau, incite fortement Malko à quitter le pays.
Malko a une discussion avec Villavera, qui s'engage à exfiltrer Carlos. Malko retourne donc du côté de Valparaíso : Carlos accepte le plan et de suivre Malko. Tous deux se rendent au lieu de rendez-vous. Mais à l'heure dite et au lieu fixé, ils sont attaqués par un jet de l'armée chilienne, qui bombarde la voiture. Ils s'en tirent de justesse et parviennent à regagner Santiago. Carlos explique à Malko qu'on veut l'éliminer car il est au courant de l'opération Camelot qui avait pour but d'éliminer Allende : il est un témoin gênant sur le comportement trouble des agents de la CIA dans le pays.
Arrivés à Santiago, ils se séparent. Malko téléphone à Villavera et lui promet de lourdes sanctions dès son retour à Langley. Plus tard, Malko apprend que son vol pour les États-Unis est supprimé, et que la DINA le recherche activement... Il est rejoint par Oliveira, qui lui propose une cachette dans un hôtel de luxe. S'y cachant, ils font l'amour toute la journée et toute la nuit. Mais la DINA vient cerner l'hôtel. Malko appelle à son secours Carlos. Une fusillade a lieu entre la DINA, Malko et Carlos. Ce dernier est abattu, et la jeune Oliveira est écrasée par un camion de la DINA, tuée sur le coup. Malko s'échappe, et se rend à la résidence de John Villavera, qu'il exécute de sang froid. Il vole l'automobile blindée du chef de poste et se rend, poursuivi par la DINA, à l'ambassade américaine, dont il force la grille d'entrée avec le véhicule qui lui sert de voiture-bélier. Il est désormais en sécurité. Le lendemain, il quitte le Chili, sa mission ayant été un échec total, à l'exception d'avoir eu la vie sauve. Amèrement, il constate qu'il ne connaîtra jamais les tenants et aboutissants de l'affaire, ni dans quelle mesure les chefs de la CIA ont pu « couvrir » John Villavera.